# Persone di nome Valentina
| Questa pagina contiene informazioni ricavate automaticamente dalle voci biografiche con l'ausilio del template Bio e di un bot. L'aggiornamento è periodico e automatico e ricostruisce completamente la pagina. Se manca una persona in questa lista, sei pregato di non aggiungerla, ma accertati piuttosto che la sua voce biografica contenga il template Bio e che i dati anagrafici siano correttamente compilati. Se il template Bio manca, inseriscilo tu stesso o, in alternativa, metti l'avviso {{tmp\|Bio}} che ne segnala la mancanza. Se i dati riportati sono sbagliati, correggi direttamente la voce biografica; le modifiche saranno visibili in questa lista entro pochi giorni. Per chiarimenti vedi il progetto antroponimi. La lista contiene solo le 190 persone che sono citate nell'enciclopedia e per le quali è stato implementato correttamente il template Bio. Pagina aggiornata al 6 ago 2025. |

Questa è una lista di persone presenti nell'enciclopedia che hanno il nome Valentina, suddivise per attività principale.

## Architetti(1)
- Valentina Pistoli, architetto albanese (Coriza, n. 1928 - † 1993)

## Arciere(1)
- Valentina Kovpan, arciera sovietica (Petroostriv, n. 1950 - † 2006)

## Artiste marziali miste(1)
- Valentina Ševčenko, artista marziale mista kirghisa (Frunze, n. 1988)

## Astronome(1)
- Valentina Aleksandrovna Fedorec, astronoma sovietica (n. 1923 - † 1976)

## Atlete paralimpiche(2)
- Valentina Grassi, atleta paralimpica e canottiera italiana (Cividale del Friuli, n. 1989)
- Valentina Petrillo, atleta paralimpica italiana (Napoli, n. 1973)

## Attrici(30)
- Valentina Acca, attrice italiana (Napoli, n. 1980)
- Valentina Bartolo, attrice italiana (Chivasso, n. 1981)
- Valentina Bellè, attrice italiana (Verona, n. 1992)
- Valentina Beotti, attrice italiana (Genova, n. 1978)
- Valentina Capone, attrice e regista teatrale italiana (Sondalo)
- Valentina Carnelutti, attrice, regista e doppiatrice italiana (Milano, n. 1973)
- Valentina Cenni, attrice italiana (Riccione, n. 1982)
- Valentina Cervi, attrice italiana (Roma, n. 1974)
- Valentina Chico, attrice italiana (Roma, n. 1976)
- Valentina Izumi Cocco, attrice italiana (Roma, n. 1982)
- Valentina Colombo, attrice italiana (Milano, n. 1990)
- Valentina Cortese, attrice italiana (Milano, n. 1923 - Milano, † 2019)
- Valentina Corti, attrice italiana (Roma, n. 1985)
- Valentina D'Agostino, attrice italiana (Palermo, n. 1982)
- Valentina Filippeschi, attrice italiana (Roma, n. 2009)
- Valentina Forte, attrice italiana (Roma)
- Valentina Fortunato, attrice italiana (Milano, n. 1928 - Milano, † 2019)
- Valentina Frascaroli, attrice italiana (Torino, n. 1890 - Neuilly-sur-Seine, † 1955)
- Valentina Ghetti, attrice e sceneggiatrice italiana (Forlimpopoli, n. 1986)
- Valentina Kuindži, attrice sovietica (San Pietroburgo, n. 1893 - Leningrado, † 1969)
- Valentina Lodovini, attrice italiana (Umbertide, n. 1978)
- Valentina Melis, attrice e conduttrice televisiva italiana (Milano, n. 1980)
- Valentina Pace, attrice italiana (Roma, n. 1977)
- Valentina Romani, attrice italiana (Roma, n. 1996)
- Valentina Talyzina, attrice e doppiatrice sovietica (Omsk, n. 1935 - Mosca, † 2025)
- Valentina Telegina, attrice sovietica (Novočerkassk, n. 1915 - Mosca, † 1979)
- Valentina Antipovna Titova, attrice sovietica (Kaliningrad, n. 1942)
- Valentina Vargas, attrice cilena (Santiago del Cile, n. 1964)
- Valentina Vicario, attrice italiana (Santiago del Cile, n. 1973)
- Valentina Zenere, attrice, cantante e modella argentina (Buenos Aires, n. 1997)

## Attrici pornografiche(1)
- Valentina Nappi, attrice pornografica italiana (Scafati, n. 1990)

## Aviatrici(1)
- Valentina Stepanovna Grizodubova, aviatrice sovietica (Charkiv, n. 1909 - Mosca, † 1993)

## Calciatrici(14)
- Valentina Bergamaschi, calciatrice italiana (Varese, n. 1997)
- Valentina Boni, ex calciatrice italiana (Peschiera del Garda, n. 1983)
- Valentina Casaroli, calciatrice italiana (Roma, n. 1993)
- Valentina Cernoia, calciatrice italiana (Manerbio, n. 1991)
- Valentina De Luca, calciatrice italiana (n. 1984)
- Valentina Esposito, calciatrice italiana (Napoli, n. 1986)
- Valentina Fambrini, calciatrice e ex giocatrice di calcio a 5 italiana (Fiesole, n. 1983)
- Valentina Gallazzi, calciatrice italiana (n. 2003)
- Valentina Giacinti, calciatrice italiana (Trescore Balneario, n. 1994)
- Valentina Lanzieri, ex calciatrice italiana (Roma, n. 1984)
- Valentina Licata, calciatrice italiana (Roma, n. 1987)
- Valentina Pedretti, ex calciatrice italiana (Clusone, n. 1993)
- Valentina Puglisi, calciatrice italiana (Torino, n. 2000)
- Valentina Velati, calciatrice italiana (Lecco, n. 1992)

## Canottiere(1)
- Valentina Rodini, ex canottiera italiana (Cremona, n. 1995)

## Cantanti(6)
- Valentina Giovagnini, cantante e polistrumentista italiana (Arezzo, n. 1980 - Siena, † 2009)
- Valentina Monetta, cantante sammarinese (Città di San Marino, n. 1975)
- Valentina Stella, cantante italiana (Napoli, n. 1964)
- Valentina Tolkunova, cantante russa (Armavir, n. 1946 - Mosca, † 2010)
- Valentina Tronel, cantante francese (Rennes, n. 2009)
- Valentina OK, cantante italiana (Napoli, n. 1968 - Castel Volturno, † 2014)

## Cantautrici(2)
- Valentina Lupi, cantautrice e musicista italiana (Velletri, n. 1981)
- Vale LP, cantautrice e rapper italiana (Napoli, n. 1999)

## Cavallerizze(1)
- Valentina Truppa, cavallerizza italiana (Milano, n. 1986)

## Cestiste(16)
- Valentina Aragonese, ex cestista cilena (Santiago del Cile, n. 1979)
- Valentina Baldelli, cestista italiana (Gualdo Tadino, n. 1989)
- Valentina Bonfiglio, ex cestista italiana (Savona, n. 1979)
- Valentina Donvito, ex cestista italiana (Trieste, n. 1978)
- Valentina Fabbri, ex cestista italiana (Rimini, n. 1985)
- Valentina Gardellin, ex cestista italiana (Venezia, n. 1970)
- Valentina Gatti, cestista italiana (Cantù, n. 1988)
- Valentina Kopylova, cestista sovietica (Mosca, n. 1923 - Mosca, † 1997)
- Valentina Kostikova, cestista sovietica (Mosca, n. 1935 - † 1997)
- Valentina Maggi, ex cestista argentina (n. 1985)
- Valentina Nazarenko, cestista sovietica (Zinov'evsk, n. 1930 - † 2014)
- Valentina Peruzzo, ex cestista italiana (Vicenza, n. 1960)
- Valentina Petrassi, ex cestista italiana (Roma, n. 1974)
- Valentina Piroli, ex cestista italiana (Velletri, n. 1982)
- Valentina Siccardi, ex cestista italiana (Brindisi, n. 1982)
- Valentina Vega, ex cestista italiana (n. 1982)

## Cicliste su strada(2)
- Valentina Carretta, ex ciclista su strada italiana (Varese, n. 1989)
- Valentina Scandolara, ex ciclista su strada, pistard e ciclocrossista italiana (Tregnago, n. 1990)

## Comiche(1)
- Valentina Persia, comica, cabarettista e attrice italiana (Roma, n. 1971)

## Conduttrici televisive(2)
- Valentina Correani, conduttrice televisiva, attrice e conduttrice radiofonica italiana (Roma, n. 1982)
- Valentina Pegorer, conduttrice televisiva e personaggio televisivo italiana (Milano, n. 1990)

## Cosmonaute(2)
- Valentina Leonidovna Ponomarëva, cosmonauta e ingegnera russa (Mosca, n. 1933 - Mosca, † 2023)
- Valentina Tereškova, cosmonauta e politica russa (Bol'šoe Maslennikovo, n. 1937)

## Direttrici d'orchestra(1)
- Valentina Peleggi, direttrice d'orchestra italiana (Firenze, n. 1983)

## Discobole(1)
- Valentina Aniballi, discobola italiana (Rieti, n. 1984)

## Doppiatrici(5)
- Valentina Favazza, doppiatrice italiana (Aosta, n. 1987)
- Valentina Mari, doppiatrice e direttrice del doppiaggio italiana (Roma, n. 1978)
- Valentina Pallavicino, doppiatrice italiana (Milano, n. 1985)
- Valentina Perrella, doppiatrice, direttrice del doppiaggio e attrice italiana (Arezzo, n. 1986)
- Valentina Stredini, doppiatrice e attrice teatrale italiana (Roma, n. 1991)

## Fondiste(2)
- Valentina Grigor'eva, ex fondista sovietica
- Valentina Novikova, ex fondista russa (n. 1984)

## Fumettiste(1)
- Valentina Romeo, fumettista, illustratrice e giocatrice di biliardo italiana (Messina, n. 1977)

## Ginnaste(3)
- Valentina Marino, ex ginnasta italiana (Siracusa, n. 1977)
- Valentina Rovetta, ex ginnasta italiana (Bergamo, n. 1980)
- Valentina Spongia, ex ginnasta italiana (Trieste, n. 1958)

## Giocatrici di beach volley(1)
- Valentina Gottardi, giocatrice di beach volley italiana (Modena, n. 2002)

## Giocatrici di calcio a 5(1)
- Valentina Gagliardi, giocatrice di calcio a 5 e calciatrice italiana (Cosenza, n. 1998)

## Giornaliste(5)
- Valentina Bisti, giornalista e conduttrice televisiva italiana (Roma, n. 1974)
- Valentina De Poli, giornalista italiana (Milano, n. 1968)
- Valentina Furlanetto, giornalista, conduttrice radiofonica e scrittrice italiana (Montebelluna, n. 1972)
- Valentina Magnoni, giornalista e poetessa italiana (Roma, n. 1901 - Bergamo, † 1984)
- Valentina Petrini, giornalista e conduttrice televisiva italiana (Taranto, n. 1979)

## Hockeiste su ghiaccio(2)
- Valentina Bettarini, ex hockeista su ghiaccio italiana (Bolzano, n. 1990)
- Valentina Ricca, hockeista su ghiaccio italiana (Torino, n. 1993)

## Judoka(1)
- Valentina Moscatt, judoka italiana (Venaria Reale, n. 1987)

## Lunghiste(1)
- Valentina Uccheddu, ex lunghista italiana (Oristano, n. 1966)

## Maratonete(2)
- Valentina Bottarelli, ex maratoneta e fondista di corsa in montagna italiana (n. 1948)
- Valentina Egorova, ex maratoneta russa (Čeboksary, n. 1964)

## Marciatrici(1)
- Valentina Trapletti, marciatrice italiana (Magenta, n. 1985)

## Martelliste(1)
- Valentina Savva, martellista cipriota (n. 2005)

## Mezzofondiste(3)
- Valentina Costanza, mezzofondista e siepista italiana (Biella, n. 1987)
- Valentina Gemetto, mezzofondista italiana (Saluzzo, n. 1998)
- Valentina Tauceri, ex mezzofondista italiana (Trieste, n. 1966)

## Modelle(5)
- Valentina Bonariva, modella e ballerina italiana (Solaro, n. 1989)
- Valentina Massi, modella italiana (Forlimpopoli, n. 1983)
- Valentina Patruno, modella e conduttrice televisiva venezuelana (Caracas, n. 1982)
- Valentina Sampaio, modella e attrice brasiliana (Aquiraz, n. 1996)
- Valentina Zeljaeva, modella russa (Ulan-Udė, n. 1982)

## Multipliste(1)
- Valentina Tichomirova, ex multiplista sovietica (n. 1941)

## Nobildonne(1)
- Valentina di Bernabò Visconti, nobildonna italiana

## Nobili(1)
- Valentina Visconti, nobile (Pavia, n. 1371 - Castello di Blois, † 1408)

## Nuotatrici(2)
- Valentina Artem'eva, ex nuotatrice russa (Novosibirsk, n. 1986)
- Valentina Bisi, nuotatrice artistica italiana (Rimini, n. 2007)

## Pallamaniste(2)
- Valentina Giallongo, pallamanista italiana (Siracusa, n. 1986)
- Valentina Lutaeva, pallamanista sovietica (Zaporižžja, n. 1956 - † 2023)

## Pallavoliste(11)
- Valentina Arrighetti, ex pallavolista italiana (Genova, n. 1985)
- Valentina Bartolucci, pallavolista italiana (Pesaro, n. 2003)
- Valentina Biccheri, pallavolista italiana (Arezzo, n. 1991)
- Valentina Borrelli, pallavolista italiana (Milano, n. 1978)
- Valentina Colombo, pallavolista italiana (Monza, n. 2003)
- Valentina Diouf, pallavolista italiana (Milano, n. 1993)
- Valentina Fiorin, pallavolista italiana (Dolo, n. 1984)
- Valentina Rania, pallavolista italiana (Riva del Garda, n. 1985)
- Valentina Serena, pallavolista italiana (Venezia, n. 1981)
- Valentina Tirozzi, pallavolista italiana (Avellino, n. 1986)
- Valentina Zago, pallavolista italiana (Padova, n. 1990)

## Partigiane(1)
- Valentina Guidetti, partigiana italiana (Cavola, n. 1922 - Ca' Marastoni di Toano, † 1945)

## Pattinatrici artistiche su ghiaccio(1)
- Valentina Marchei, ex pattinatrice artistica su ghiaccio italiana (Milano, n. 1986)

## Pattinatrici di velocità su ghiaccio(1)
- Valentina Stenina, ex pattinatrice di velocità su ghiaccio sovietica (Babrujsk, n. 1934)

## Pianiste(1)
- Valentina Igošina, pianista russa (Brjansk, n. 1978)

## Pilote automobilistiche(1)
- Valentina Albanese, pilota automobilistica italiana (Roma, n. 1974)

## Politiche(12)
- Valentina Aprea, politica italiana (Bari, n. 1956)
- Valentina Barzotti, politica italiana (Milano, n. 1986)
- Valentina Corneli, politica italiana (Giulianova, n. 1986)
- Valentina Cuppi, politica italiana (Bologna, n. 1983)
- Valentina D'Orso, politica italiana (Palermo, n. 1980)
- Valentina Ghio, politica italiana (Sestri Levante, n. 1971)
- Valentina Grippo, politica italiana (Roma, n. 1971)
- Valentina Lanfranchi, politica italiana (Colzate, n. 1939)
- Valentina Matvienko, politica e diplomatica russa (Šepetivka, n. 1949)
- Valentina Palli, politica italiana (Lugo, n. 1985)
- Valentina Palmisano, politica italiana (Brindisi, n. 1983)
- Valentina Paris, politica italiana (Avellino, n. 1981)

## Principesse(1)
- Valentina Visconti di Cipro, principessa italiana (Milano, n. 1367 - Cipro, † 1393)

## Registe(2)
- Valentina e Zinaida Brumberg, regista sovietica (Mosca, n. 1899 - † 1975)
- Valentina Pedicini, regista e sceneggiatrice italiana (Brindisi, n. 1978 - Roma, † 2020)

## Rugbiste a 15(2)
- Valentina Ruzza, rugbista a 15 italiana (Padova, n. 1992)
- Valentina Schiavon, ex rugbista a 15 italiana (Treviso, n. 1984)

## Scacchiste(2)
- Valentina Michajlovna Borisenko, scacchista russa (Čerepovec, n. 1920 - San Pietroburgo, † 1993)
- Valentina Gunina, scacchista russa (Murmansk, n. 1989)

## Scenografe(1)
- Valentina Scalia, scenografa e costumista italiana (Roma, n. 1971)

## Schermitrici(6)
- Valentina Cipriani, schermitrice italiana (Sezze, n. 1983)
- Valentina De Costanzo, schermitrice italiana (Bergamo, n. 1989)
- Valentina Nikonova, ex schermitrice sovietica (Kazan', n. 1952)
- Valentina Prudskova, schermitrice sovietica (Eršov, n. 1938 - Saratov, † 2020)
- Valentina Rastvorova, schermitrice sovietica (Odessa, n. 1933 - Mosca, † 2018)
- Valentina Sidorova, schermitrice sovietica (Mosca, n. 1954 - Mosca, † 2021)

## Sciatrici alpine(3)
- Valentina Cillara Rossi, ex sciatrice alpina italiana (Genova, n. 1994)
- Valentina Iliffe, ex sciatrice alpina britannica (Sydney, n. 1956)
- Valentina Volopichová, ex sciatrice alpina ceca (n. 1993)

## Scrittrici(1)
- Valentina D'Urbano, scrittrice e illustratrice italiana (Roma, n. 1985)

## Semiologhe(1)
- Valentina Pisanty, semiologa e docente italiana (Milano, n. 1969)

## Skeletoniste(1)
- Valentina Margaglio, skeletonista, ex bobbista e ex velocista italiana (Casale Monferrato, n. 1993)

## Sollevatrici(1)
- Valentina Popova, ex sollevatrice russa (Bratsk, n. 1972)

## Soprani(2)
- Valentina Bartolomasi, soprano italiano (Modena, n. 1889 - Milano, † 1932)
- Valentina Valente, soprano italiana (Asti, n. 1965)

## Storiche dell'arte(1)
- Valentina Moncada, storica dell'arte e gallerista italiana (Roma, n. 1959)

## Surfiste(1)
- Valentina Vitale, surfista italiana (n. 1984)

## Tenniste(2)
- Valentina Ivachnenko, tennista ucraina (Donec'k, n. 1993)
- Valentina Sassi, ex tennista e allenatrice di tennis italiana (Seravezza, n. 1980)

## Tiratrici a segno(1)
- Valentina Turisini, tiratrice a segno italiana (Trieste, n. 1969)

## Tuffatrici(1)
- Valentina Marocchi, ex tuffatrice italiana (Bolzano, n. 1983)

## Velociste(1)
- Valentina Meredova, velocista turkmena (Aşgabat, n. 1984)

## Senza attività specificata(4)
- Valentina Greggio, sciatrice di velocità italiana (Verbania, n. 1991)
- Valentina Rosselli, effettista italiana (n. 1992)
- Valentina Vasil'eva, russa (Šuja, n. 1707 - Šuja, † 1782)
- Valentina Zambra, medica e chirurga italiana (Trento, n. 1897 - Trento, † 1984)